# Савчук Григорій Пантелеймонович
Григо́рій Пантелеймо́нович Савчу́к (нар. 12 листопада 1978 — пом. 25 липня 2014) — солдат Збройних сил України, учасник російсько-української війни.

## Життєпис
Народився в селі Залужне Локачинського району на Волині. Батьки рано померли. Закінчив Замличівську загальноосвітню школу у сусідньому селі Замличі. Побрався, жили у старенькій дерев'яній хаті, самостійно хазяйнували, спочатку п'ять корів тримали.
Мобілізований у квітні 2014-го, не ховався. Далекомірник — номер обслуги 51-ї окремої механізованої бригади (Володимир-Волинський).
Помер від важких поранень у Харківському військовому шпиталі, яких зазнав у бою під Луганськом — серце стало.
Залишились дружина Олена, троє неповнолітніх дітей — Степан, Вікторія, Тетяна, 86-річна бабця. 30 липня народився наймолодший син.
31 липня 2014-го похований у селі Залужне.

## Нагороди та вшанування
17 липня 2015 року — за особисту мужність і героїзм, виявлені у захисті державного суверенітету та територіальної цілісності України, вірність військовій присязі під час російсько-української війни, відзначений — нагороджений орденом «За мужність» III ступеня (посмертно).
22 грудня 2015 року у приміщенні Замличівської ЗОШ І—ІІІ ст. відкрито меморіальні дошки на честь випускників школи, які загинули у зоні АТО на сході України, — Григорія Савчука та Ігоря Упорова.